# Hyptiotes xinlongensis
Espèce
Hyptiotes xinlongensis est une espèce d'araignées aranéomorphes de la famille des Uloboridae.

## Répartition
Cette espèce est endémique du Gansu en Chine,.

## Systématique
Le nom valide complet (avec auteur) de ce taxon est Hyptiotes xinlongensis Liu (d), Wang (d) & Peng (d), 1991.

### Étymologie
Son nom d'espèce, composé de xinlong et du suffixe latin -ensis, « qui vit dans, qui habite », lui a été donné en référence au lieu de sa découverte.

### Publication originale
- (zh) Liu Shao-chu, Wang Jia-fu et Peng Xian-jin, « [Two new species of the spiders from China (Arachnida: Araneae)] », Acta Scientiarum Naturalium Universitatis Normalis Hunanensis, Chine, vol. 14, no 4,‎ 1991, p. 362-364 (ISSN 2096-5281).